# پچتو تورینزه
پچتو تورینزه (به ایتالیایی: Pecetto Torinese) یک کومونه در ایتالیا است که در استان تورین واقع شده‌است.
 پچتو تورینزه ۹٫۲ کیلومتر مربع مساحت و ۳٬۹۸۱ نفر جمعیت دارد و ۴۰۷ متر بالاتر از سطح دریا واقع شده‌است.